# キミのとなりで… feat. 中村舞子
「キミのとなりで… feat. 中村舞子」（キミのとなりで… フィーチャリング なかむらまいこ）は、Sunyaの楽曲。自身が作詞・作曲を手掛けた。Sunyaの6枚目のシングルとしてKi/oon Recordsから発売された。

## 収録曲

### CD
1. キミのとなりで… feat. 中村舞子 [4:19]
作詞：Sunya  作曲：Sunya　編曲：春川仁志
2. ワスレモノ[5:02]
作詞：作曲：Sunya
3. 恋 [4:08]
作詞：作曲：Sunya
4. キミのとなりで… feat. 中村舞子 -Instrumental-